# Lamont Young

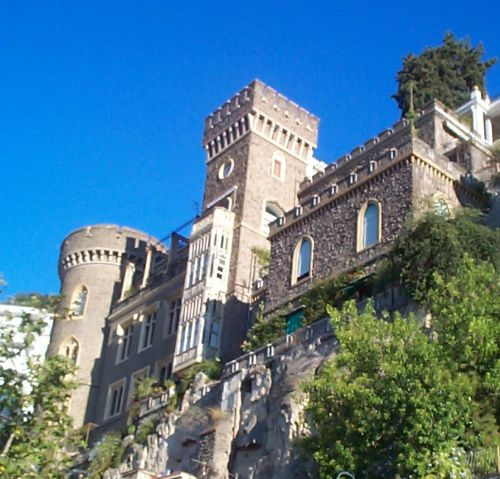
Il Castello Aselmeyer a Napoli.

Lamont Young (Napoli, 12 marzo 1851 – Napoli, 1929) è stato un architetto e urbanista britannico.

## Biografia
Lamont Young nacque a Napoli da Giacomo Enrico Young, possidente britannico che si era trasferito a Napoli dall'India, ed Elisabetta Swinhoe, nata a Calcutta; pur essendo nato a Napoli e riconosciuto popolarmente come napoletano, non acquisì mai la cittadinanza italiana. Fatta eccezione per periodi di studio in Svizzera e nel Regno Unito, passò gran parte della sua vita nella sua città natale.
Nel 1874, a soli 23 anni, partecipò ad un bando del Comune di Napoli proponendo il primo progetto di metropolitana, che prevedeva anche lo sviluppo del quartiere di Bagnoli, individuato come territorio ideale per il turismo ed il verde, e la creazione di un nuovo quartiere, Rione Venezia, che sarebbe dovuto sorgere a Largo di Posillipo . Se realizzato, avrebbe completamente trasformato la riviera fra Posillipo e l'attuale Lungomare Pertini e prodotto, probabilmente, un ulteriore sviluppo urbanistico di Napoli. Il progetto non andò in porto perché non si riuscirono a raccogliere sufficienti capitali nel mercato locale, nonostante le premesse che erano parse inizialmente buone.
Durante il corso della sua carriera fu anche inventore, depositando numerosi brevetti. Young fu anche un appassionato di motori e la sua passione per le auto lo indusse a promuovere la nascita dell'Automobile Club di Napoli, ufficialmente costituito il 18 febbraio del 1906 presso la sua abitazione di allora.
Morì suicida a Villa Ebe, a Pizzofalcone, nel 1929.
Nel 2021 è stata lanciata una campagna di raccolta fondi per la produzione di un documentario sulla sua vita, Il sogno di Lamont Young, prodotto e diretto da Francesco Carignani. Nel documentario vengono raccontate la vita e le opere dell'architetto, chiarendo per la prima volta, grazie a testimonianze inedite, i dettagli sui suoi ultimi anni e sulla sua morte e risolvendo quindi molti dei misteri sulla vita di questo autore.

## Opere
- Villa Curcio, 1875
- Palazzina Grifeo, 1877
- Istituto Grenoble, 1884
- Hotel Bertolini, 1892
- Chalet svizzero, 1893
- Castello Aselmayer, 1902
- Casa girevole a Vivara
- Villa Ebe, 1920

Famoso per aver progettato e costruito il Parco Grifeo col Castello Aselmeyer, alcuni palazzi del Parco Margherita e del rione Amedeo, Villa Ebe sul Monte Echia (sua residenza personale) e la sede dell'Istituto Grenoble in via Crispi.
A lui si devono nel 1872 anche i progetti (mai realizzati) della prima linea metropolitana partenopea (che appaiono ricordati nelle stazioni del metrò dell'arte) e del "rione Venezia", la nuova città fatta di canali, giardini e palazzi residenziali a bassa densità abitativa.
Il nuovo rione avrebbe dovuto sorgere fra Posillipo e l'area flegrea, che il progetto voleva unite e collegate da un sistema di calli e canali, fra i cui uno spettacolare canale in galleria che avrebbe dovuto passare sotto la collina di Posillipo e, attraverso Fuorigrotta, avrebbe dovuto sfociare a Bagnoli che Young, con estrema lungimiranza, aveva indicato come ideale polo turistico e balneare cittadino di respiro europeo.
Nel 1997 la sua ultima dimora, Villa Ebe a Pizzofalcone viene acquistata dal Comune di Napoli. Tra il 1998 ed il 1999, si parla di una possibile distruzione della villa per far posto ad un parcheggio. Grazie all'impegno di comitati cittadini, il progetto viene accantonato. Nel 2000 un incendio di origine dolosa distrugge completamente i pregiati interni della villa, quasi interamente in legno. Da allora l'edificio è in stato di abbandono.
Il suo stile 'pseudo-vittoriano' fu talvolta criticato in quanto non rispondente alla tradizione architettonica cittadina.

## Omaggi
Negli anni '90 le rampe di Pizzofalcone sono state intitolate all'architetto inglese.
Nella stazione Toledo del metrò, l'artista William Kentridge omaggia il progetto urbanistico di Lamont Young con un mosaico.
Nella stazione Policlinico è presente un'opera che rappresenta il progetto di metropolitana dell'architetto inglese.
A suo nome è stato istituito il Premio Utopia Lamont Young, ideato da Pasquale della Monaco.
Viene citato più volte nella storia di Dampyr Gomorya, pubblicata in prima edizione nell'agosto 2023.

## Filmografia
- Il sogno di Lamont Young, un film documentario di Francesco Carignani, Fucina Umanistica Digitale (2022).